# Kahemba (territoire)
Kahemba est un des cinq territoires de la province du Kwango, en république démocratique du Congo. Les autres territoires de la province sont : Feshi, Kasongo-Lunda, Popokabaka et Kenge.
Le siège du territoire est la Cité de Kahemba et depuis peu Ville de Kahembaqui est situé dans la partie Sud de la collectivité chefferie de Muloshi, entre les rivières Kahemba et Kamabanga. Les dialectes la plus maîtrisée est Tshokwe vient le Lunda. 
Les peuples résidant le territoire on cite : Tshokwe, Lunda, Pende, Suku, Yaka puis Mbala qui est en  une petite corporation. 
La langue nationale la mieux maitrisée par les jeunes est Lingala qui facilement parlée puis le Kikongo par rapport à son ancienne configuration administrative de grand Bandundu. 
Le territoire de Kahemba compte trois sous divisions éducationnelles : KAHEMBA I, KAHEMBA II, KAHEMBA III et deux institutions supérieures publiques : ISDR-Kahemba, ISP-Kahemba. 
Dans la cité de Kahemba, on trouve également un petit centre commercial appelé Marché KABILA avec un coin attractif qui est le parking de véhicules, on peut trouver de mini shops : Vodacom-Mpesa/Moïse, Orange-Money avec Willy BIBO qui est aussi commerçant détailliste. 
Sur le plan culturel, la cité de Kahemba est très attractive par la musique congolaise, angolaise et Tshokwe.
Le seul HGR de KAHEMBA se trouve à côté de l'enceinte du siège de Territoire de KAHEMBA, actuellement piloté par Médecin MBANGU TSHIBITSHIKA Lagrace. 
L'actuel Administrateur du Territoire de KAHEMBA est Monsieur LANSWE LINDEM.
Actuellement la cité de Kahemba a le statut de la commune rurale dirigée par le Bourgmestre Jules-Bavons KABAMBA MUTEB' KAMBANJI.

## Historique
Le territoire de Kahemba tiendrait son nom de la rivière Kahemba qui signifie en Tchokwe « Disette ou Souffrance ». Ce territoire existe depuis 1951 et se trouve au sein de la chefferie MULOSHI. Son chef-lieu fut placé en premier lieu à Bindu. Après la guerre opposant les Portugais et les habitants de Bindu, il fut transféré à LOANGE, puis à KIWAKA (Kwilu Ngufu) vers la rivière Kwilu, dans le secteur de Bangu dans le but de permettre la navigation des bateaux en provenance de Kikwit, mais la guerre entre les Belges et les Allemands a freiné le projet. Le chef-lieu du territoire ayant été bâti dans une savane herbeuse était exposé au danger d’être assiégé par les Allemands en cette période de la guerre. Pour cette raison, elle a été déplacée de Kiwaka pour être installée dans la savane boisée (sous les grands arbres [MIKONDO] où il se trouve actuellement (le long des rivières Kamabanga et Kahemba).

## Accessibilité
On y accède, en partant de Kinshasa, par la route de Kikwit et ensuite celle de Gungu (un territoire du District de Kwilu, toujours dans la province de Bandundu). À partir de la République d'Angola, au Sud, par le principal poste frontière de SHAMAZIAMO. À l'est, à partir du territoire de Tshikapa (Kasaï Occidendal) et à l'ouest, par le territoire de Kasongo Lunda

## Limites géographiques
Ce territoire se trouve à la frontière avec l'Angola, au Sud-Ouest de la République démocratique du Congo. À l'est, se trouve le territoire de Tshikapa (Kasaï Occidental). À l'ouest se trouve le Territoire de Kasongo-Lunda ; au nord-ouest, celui de Feshi et au nord celui de Gungu (District du Kwilu).
Le territoire est actuellement au centre d'un contentieux territorial avec l'Angola, portant notamment sur les localités de Shayimbwanda, Shayingi et Shakadiata.Ces localités se trouvent entre les bornes frontalières numérotées 20, 21, 22 et 23 sur le 7e parallèle Sud.

## Activités
Sa population vit essentiellement de l'agriculture et subsidiairement de la chasse, la pêche et la cueillette. Il existe aussi une grande activité commerciale dont on trouve le commerçant Willy Bibo sans conquerent et tant d'autres commerçants sous son influence. Un marché qui couvre une grande surface où on trouve : des boutiques, des magasins comme VILLE DE KAHEMBA LIBANGA YA DAVID  de Willy Bibo, un abattoir et des étalages où l'on peut trouver divers produits. À côté du marché, on trouve aussi un parking pour véhicule où on constate aussi une assez régulière activité et un centre culturel avec une salle polyvalente pouvant contenir jusqu'à 500 personnes. À l'intérieur du centre culturel, on trouve aussi un équipement de réception et de diffusion des émissions de la radio et la télévision nationale dont les travaux, exécutés par les techniciens de Teleconsult, sous la direction de Monsieur TUTAN RADIAN, se sont terminés le vendredi 24 septembre 2010.

## Population
Il est peuplé des populations Tshokwe et Lundas. Il faut ajouter à ceux-ci d'autres peuples issus des territoires environnant tels que les Mbalas, Yakas, les Sukus, les Pende, etc.

## Langues
Les principales langues bantoues parlées dans la région sont :
- Tshokwe
- Lunda
- Kikongo
- Lingala

D'autres langues, un peu moins parlées existent aussi, notamment : le Sonde (dans certains recoins), le Lingala (Dans les grands centres) et le Français dans le milieu des instruits.

## Subdivisions administratives
Le territoire est divisé en 6 collectivités, dont 3 secteurs : Bangu, Bindu, et Kulindji ; et 3 chefferies : Muloshi, Mwamushiko et Mwendjila.
Bien que Kulindji soit une collectivité secteur, il faut signaler la présence du Grand chef traditionnel (Lunda) NZofu (Mwin Mangand). Son pouvoir est comparable à ceux des Chefs traditionnels Muloshi, Mwamushiko et Mwendjila.
Les secteurs sont divisés en Groupements. Les chiffres disponibles donnent aujourd'hui 49 groupements.

### Repartition des groupements par secteur
| Secteurs   | Groupements |
| ---------- | --- |
| Bangu      | Bumba, Shamalenge, Shamaganda |
| Bindu      | Bindu, Kabongo, Kamba Kajimba, Kamba Nama, Kamba Tanda, Kamba Tshafika, Kasasa, Muteba, Mwatshimvunda, Napasa, Shadima, Shamanzenze, Shatshiaka, Tshifwameso, Tshimvunda, Shayongo |
| Kulindji   | Kayeza, Kayita, Kulindji, Mwadikalumbu, Mwamufiya, Mwanzanza, Nzofo, Shakahuku |
| Chefferies | Groupements |
| Muloshi    | Kamba Nguya, Kaumbu, Mufikidi, Muloshi, Mwambu, Tshangata, Tshikalaba |
| Mwamushiko | Kamba Lwanzo, Kamba Mwaka, Mwakabinza, Mwamushiko, Shamayanda, Shamusenga, Shatshima, Shayimbwanda                                                                                 |
| Mwendjila  | Kabangu, Kapela, Kamba Mwaka (Kamba Ngombo), Kawanda, Mulopo Shinda, Mwendjila, Mwenikalunga, Pundu Shakazeza, Shapoko                                                             |

## Source
1. ↑  Selon la constitution en cours, promulguée le 18 février 2006, qui subdivise le pays en 25 provinces, l'actuel district du Kwango devra être érigé en province.
2. ↑  Son statut de cité lui a été octroyé par l'ordonance-loi n° 87-231 du 29 juin 1987
3. ↑  Son statut de ville lui a été octroyé par le décret 13/025 du 13 juin 2013 conférant le statut de ville et de commune à certaines agglomérations de la Province de Bandundu
4. ↑  gungu.net - Accueil
5. ↑  (en) « Lepotentiel.com », sur lepotentiel.com (consulté le 23 avril 2023).
6. ↑  bantu zone K
7. ↑  Le chef-lieu de ce secteur est désormais érigé en Commune rurale. Voir référence n° 3.